# Bill Wyman
Bill Wyman, pseudoniem van William George Perks (Penge, 24 oktober 1936), is een Britse muzikant die bekend is geworden als basgitarist van de Rolling Stones, waar hij bij speelde van 1962 tot 1993.

## Biografie
Wyman werd geboren in Penge (Kent). Vanaf zijn tiende jaar kreeg hij een aantal jaren pianoles, maar hij leerde zichzelf basgitaar te spelen.
Hij werkte een aantal jaren in Londen als klerk voor een wedkantoor en werkte daarna bij de luchtmacht. In de periode daarna begon hij een band met de naam Tucky Buzzard and the End, later verving hij Dick Taylor als bassist van The Rolling Stones. Na een aantal jaren was Wyman het zat bij de Stones en besloot te vertrekken. Hoewel hij dit besluit al in 1988 had genomen, kondigde hij uiteindelijk pas in januari 1993 zijn vertrek aan.
Evenals Charlie Watts verkoos Wyman doorgaans niet op de voorgrond te treden, hetgeen hem de bijnaam "de stille Stone" opleverde. Tussen 1962 en 1992 bracht hij verschillende soloalbums uit. Wyman bezat een restaurant in Londen genaamd "Sticky Fingers".
Nadat hij uit The Rolling Stones stapte heeft hij een aantal succesvolle albums uitgebracht met zijn nieuwe band, Bill Wyman's Rhythm Kings. Op 21 oktober 2002 verscheen zijn bijna 500 pagina's tellende boek Rolling with the Stones, gebaseerd op zijn dagboeken en zijn persoonlijke archief.
Een grote hobby van hem is het zoeken naar oude voorwerpen met een metaaldetector. Samen met detectorfabrikant C.Scope bracht hij in 2007 een eigen metaaldetector op de markt: de Bill Wyman Signature Detector.

## Persoonlijk
Het privéleven van Wyman is niet onbesproken gebleven; hij is drie keer getrouwd geweest, waarvan vooral zijn huwelijk met Mandy Smith veel stof deed opwaaien. Op dit moment is hij getrouwd met Suzanne Acosta.

## Soloalbums
- Monkey Grip (juni 1974) UK #39 1 week, US #99, 11 weken
- Stone Alone (maart 1976) US #166, 5 weken
- Bill Wyman (april 1982) UK #55, 6 weken
- Willie & The Poor Boys (mei 1985) US #96, 12 weken
- Stuff (oktober 1992, alleen in Japan en Argentina, 2000 UK)
- A Stone Alone: The Solo Anthology 1974-2002 (2002, UK)

## Bill Wyman's Rhythm Kings
- Struttin' Our Stuff (oktober 1997)
- Anyway The Wind Blows (februari 1999)
- Groovin' (mei 2000) UK #52, 3 weken
- Double Bill (mei 2001) UK #88, 2 weken
- Just For A Thrill (mei 2004) UK #149, 1 week
- Studio Time (mei 2018)

## Solosingles
- (Si, Si) Je Suis Un Rock Star (juli 1981) UK #14, 9 weken (Alarmschijf)
- A New Fashion (maart 1982) UK #37, 4 weken
- Baby, Please Don't Go (juni 1985) US Mainstream Rock #35, 7 weken

### Archeologie
- Bill Wyman's Treasure Islands ISBN 0-7509-3967-2

### The Rolling Stones
- Stone Alone ISBN 0-306-80783-1
- Rolling with the Stones ISBN 0-7513-4646-2.
- Bill Wyman's Blues Odyssey ISBN 0-7513-3442-1
- The Stones - A History in Cartoons ISBN 0-7509-4248-7